# Вирус
Вирус (лат. virus - отров) мали је инфективни агенс који се репликује само унутар живих ћелија и других организама. Вируси могу да инфицирају све типове животних форми, од животиња и биљки до микроорганизама, укључујући бактерије и археје.
Вируси су најсићушнији микроорганизми, величине од неколико десетина до неколико стотина милимикрона. Видљиви су једино помоћу електронских микроскопа који повећавају више од 100.000 пута. Има их велики број врста, а разликују се по величини, структури и другим особинама. Вируси су изграђени од само две компоненте. Једну представља нуклеинска киселина ДНК(РНК), а другу омотач протеинске природе. Није извесно да ли су сви вируси живи организми или само део неживе материје на прелазу у живу. Премда поседују генетички, наследни материјал, о вирусима се обично не говори као о живим организмима. Множе се и могу се гајити само на живим ћелијама. Вируси нису способни да расту, да синтетишу своје протеине нити да обављају метаболичке процесе. Протеински омотач вируса је капсид. Изазивају многе инфективне болести тако да су непрестано присутни у свакодневици као појам сталне, често веома озбиљне претње здрављу, не само људи него и других организама - биљака, животиња, бактерија. Један од вируса је откривен и у нашим лабораторијама, Добрава-Београд вирус, изазивач мишје грознице.
Дмитри Ивановски је 1892. објавио чланак у коме је описао небактеријски патоген који заражава биљке дувана. Мартин Бејеринк је открио Вирус мозаика дувана 1898. Од тог времена око 5.000 вируса је детаљно описано, мада постоје милиони различитих типова. Вируси су присутни у скоро сваком екосистему на Земљи и они су најраспрострањенији тип биолошког ентитета. Изучавање вируса је познато као вирологија, која је подспецијалност микробиологије.
Честице вируса (познате као вириони) се састоје од два или три дела: и) генетичког материјала сачињеног од било ДНК или РНК, дугих молекула који садрже генетичке информације; ии) протеинског омотача који штити те гене; и у неким случајевима или) омотача од липида који окружује протеински омотач кад су вируси изван ћелије. Облици вируса се јављају у опсегу од једноставних хеликсних и икосахедралних форми до комплексних структура. Величина просечног вируса је око једне стотине величине просечне бактерије. Већина вируса је сувише мала да би била директно видљива оптичким микроскопом.
Порекло вируса у еволуционарној историји живота није разјашњено: могуће је да су неки еволуирали из плазмида — делова ДНК који могу да прелазе из ћелије у ћелију, док се за друге претпоставља да су настали из бактерија. У еволуцији, вируси су важно средство за хоризонтални трансфер ген, чиме се повећава генетичка разноврсност. Вируси се у неким круговима сматрају животном формом, зато што они могу да преносе генетички матерјиал, да се репродукују, и да еволуирају путем природне селекције. Међутим њима недостају кључне карактеристике (као што је ћелијска структура), које се генерално сматрају неопходним за постојање живота. Пошто они поседују нека, али не и сва неопходна својства, вируси су били описани као "организми на граници живота".
Вируси се шире на више начина; вируси у биљкама се обично преносе са биљке на биљку посредством инсеката који се хране биљним соком, као што су уши. Вируси у животињама могу да буду узроковани крвопијућим инсектима. Организми који преносе болест се називају векторима. Вируси инфлуенце се шире кашљањем и кијањем. Норовирус и ротавирус, најчешћи узроци вирусног гастроентеритиса, се трансмитују фекално-оралним путем и они се преносе са особе на особу путем контакта, улазећи у тело са храном или водом. ХИВ је један од неколико вируса који се трансмитују путем сексуалног контакта и путем излагања инфектираној крви. Опсег ћелија домаћина које вирус може да инфицира се назива његовим „опсегом домаћина“. Он може да буде узак, или кад вирус има способност инфектирања многих врста, широк.
Виралне инфекције код животиња изазивају имунски респонс којим се обично елиминише инфектирајући вирус. Имунски респонси се такође могу произвести вакцинама, које дају вештачки стечену имуност за специфичну виралну инфекцију. Међутим, неки вируси укључујући оне који изазивају АИДС и вирални хепатитис избегавају те имунске респонсе и доводе до хроничних инфекција. Антибиотици немају ефекта на вирусе, али је доступно више антивиралних лекова.

## Етимологија
Реч потиче из латинске речи vīrus с значењем отров и друге штетне течности, из исте индо-европске основе као санскритски viṣa отров, авестанских vīša отров, антички грчки ἰός отров, која је први пут потврђена у енглеском 1398. у Џон Тревисовом преводу Бартоломеј Англикусовог рада De Proprietatibus Rerum. Вирулентан, од латинског virulentus (отрован), датира из ц. 1400. Значење „агенс који узрокује инфекциону болест“ је први пут записано 1728, пре него што је Дмитри Ивановски открио вирусе 1892. Енглеска множина је viruses, док је латинска реч градивна именица, која нема класично коришћену множину (она би међутим била vīri, да је коришћена). Придев вирални датира из 1948. Термин virion (множина virioni), који датира из 1959, се такође користи за описивање једне, стабилне инфективне виралне честице која је ослобођена из ћелије и потпуно је способна да инфицира друге ћелије истог типа.

## Дефиниција и опште особине
Вируси су ацелуларни, ултрамикроскопски, организми неспособни да се размножавају ван ћелије домаћина. Изван ћелије домаћина они не показују особине живих бића, чак могу и да кристализују. Кристализовани вируси задржавају способност инфекције ћелије.
Зрела вирусна, ванћелијска, честица способна да инфицира ћелију домаћина назива се вирион. Уласком у ћелију вирион постаје активан тј. вирус. Вирус у ћелији преузима контролу над молекуларним апаратом домаћина и користи га за сопствено размножавање. Ћелија домаћина тада ствара делове вируса, а не материје које су њој потребне за нормалан рад. То у домаћину доводи до патолошког стања (болести), па се вируси сматрају искључивим унутарћелијским – облигатним паразитима (лат. облигатан = обавезан).
Величина вируса креће се од 10 – 300 nm (1 nm = 0,000001 mm) тако да се могу видети само електронским микроскопом што значи да су ултрамикроскопски (лат. ултра = прекомерно ; грч. микро = ситно; scopeo = гледам, посматрам).
За вирусе се у правом смислу може рећи да се налазе између живог и неживог света. Присуство нуклеинске киселине и способност да се она мења (мутира) чиме се вируси прилагођавају променама у спољашњој средини као и присуство протеина су својства живих бића. С друге стране, у односу на живи свет, вируси немају ћелијску грађу (ацелуларни су), нити способност обављања метаболизма. Како им све то недостаје они се могу размножавати само унутар живе ћелије.

## Грађа и хемијски састав
Вируси су најчешће грађени од само две компоненте: нуклеинске киселине и протеина (капсида), који заједно граде нуклеокапсид. Само неки вируси поред наведених делова садрже и додатни омотач изграђен од липида и гликопротеина (липиди су пореклом од мембране ћелије домаћина).
Нуклеинска киселина је или ДНК или РНК, при чему оба типа могу бити и једноланчане и дволанчане. Нуклеинска киселина чини вирусни геном (скуп свих гена), кога чини једна копија гена. Зато се вируси могу сматрати хаплоидним организмима. Вирусни геном може садржати од неколико гена до неколико стотина гена.
Капсид је омотач, изграђен од протеина, који обавија нуклеинску киселину. Састоји се од једнаких протеинских јединица — капсомера. Капсид има више улога:
- штити нуклеинску киселину од разарајућег дејства ензима ћелије домаћина;
- омогућава преношење нуклеинске киселине од једне до друге ћелије домаћина (као “пакет”);
- реактивне групе у капсиду омогућавају да се вирус веже за рецепторе (осетљива места) на ћелији домаћина;
- протеини капсида имају својства антигена.

Вируси могу, поред наведених једињења, садржати и ензиме који им омогућују да нападну ћелију као и ензиме за размножавање у тој ћелији.

## Подела
Вируси се класификују у зависности од тога коју нуклеинску киселину садрже, затим на основу симетрије капсида, величине, присуства или одсуства додатног омотача.
Према нуклеинској киселини коју садрже, деле се на ДНК и РНК вирусе. За све до сада познате РНК вирусе утврђено је да се размножавају у цитоплазми ћелије домаћина. ДНК вируси, са свега неколико изузетака, размножавају се у једру ћелије домаћина. ДНК вируси су нпр. херпесвируси (изазивају оралне и гениталне инфекције, мононуклеозу и др.) и аденовируси (респираторне и цревне инфекције). РНК вируси су ретровируси (изазивач СИДЕ), вируси изазивачи рубеола, заушака, беснила и др.

## Тропизам вируса (специфичност)
Вируси показују специфичност (особеност) у препознавању и везивању за рецепторе на ћелији домаћина. То одређује њихову особину да инфицирају одређене ћелије или организме, што се назива тропизам. Анимални (животињски) вируси инфицирају животиње, биљни вируси – биљке, а бактериофаги - бактерије. Вирус мозаичне болести дувана (скр. TMW) инфицира само ту биљку. (TMW је иначе први откривени вирус. Открио га је крајем 19. века научник Ивановски.) Вирус кијавице напада респираторни тракт.

## Бактериофаги (фаги)
Вируси који инфицирају бактерије и у њима паразитирају, називају се бактериофаги или једноставније фаги. Најбоље су изучени фаги који нападају бактерију ешерихију. Фаги могу имати дволанчану ДНК (ређе једноланчану ДНК) или могу имати једноланчану РНК.
Изграђени су од главе, репа и плочице са пипцима. Главу фага чине нуклеинска киселина и капсид. Реп садржи ензиме који разлажу ћелијски зид бактерије чиме омогућавају улазак фага у бактерију. Плочица са пипцима служи за причвршћивање фага за бактеријску ћелију.

## Умножавање вируса
Вируси се размножавају на начин који је јединствен у живом свету па се назива умножавање. Ћелија домаћин, по уласку вируса у њу, производи неколико десетина до неколико стотина вирусних нуклеинских киселина и на хиљаде протеинских капсомера, а након тога се ови делови спајају у већи број вирусних честица.
Основне фазе при умножавању вируса су адсорпција, пенетрација, декапсидација, синтеза делова вируса, сазревање и ослобађање вириона.
- Адсорпција (припајање) је везивање вируса за површину ћелије домаћина. Припајање омогућују реактивне групе капсида, помоћу којих вирус проналази осетљиво место (рецептор) на површини ћелије домаћина и веже се за њега.
- Пенетрација (продирање) је улазак вируса у ћелију. Врши се на различите начине, у зависности од природе самог вируса. Бактериофаг ензимима разлаже зид бактерије, правећи отвор, кроз који затим убацује своју нуклеинску киселину (као убризгавање течности шприцом за инјекције). Вируси без додатног омотача улазе пиноцитозом. Код вируса са додатним омотачем пенетрација се исто врши пиноцитозом, само што се додатни омотач стапа са ћелијском мембраном, а остатак вируса (нуклеокапсид) се убаци у ћелију.
- Декапсидација (губљење капсида) се врши по уласку вируса у ћелију. Ензими ћелије домаћина разлажу капсид, а вирусна нуклеинска киселина се ослобађа омотача. У овој фази се не може утврдити присуство вируса у ћелији.
- Синтеза вирусних компоненти обавља се у домаћину тако што вирусна нуклеинска киселина подређује метаболизам домаћина у своју корист. Ћелија обавља репликацију вирусне ДНК (или РНК) која обезбеђује синтезу протеина вируса.
- Сазревање вируса је стварање нуклеокапсида комбиновањем нуклеинске киселине и протеина.
- Ослобађање вириона из ћелије домаћина може се вршити на разне начине: разлагањем (лизом) ћелије што доводи до смрти ћелије, егзоцитозом — при којој вирус од мембране понесе један део као свој додатни омотач и др.

Ова последња фаза може код неких ДНК вируса да изостане. Такви вируси уграде своју ДНК у ДНК домаћина и деобом се преносе на потомачке ћелије (вирусна ДНК се репликује заједно са ДНК домаћина). Називају се провируси (латентни — мирујући вируси). Уграђени у ДНК домаћина, провируси губе способност инфекције, али се у одређеним условима (повишена телесна температура, пад имунитета и др.) или спонтано могу поново активирати.
Неке бактерије које у својој ДНК садрже провирус (у бактерији се он назива профаг) су од великог значаја у хуманој медицини. Тако нпр. бактерија која изазива дифтерију, може да ствара отров само ако је у њену ДНК уграђен одређени профаг. Тај профаг садржи ген који одређује синтезу отрова.

## Последице вирусне инфекције
Последице вирусне инфекције могу бити смрт ћелије, трансформација ћелије или латентна инфекција. Трансформација ћелија представља њен неограничен раст и ненормалне деобе које изазивају канцер (рак), а сами вируси називају се онкогени вируси. При латентној инфекцији вирус не доводи до промена иако је присутан у ћелији домаћина. Пример латентне инфекције су херпес вируси који изазивају ране (осип) на кожи, венеричне болести, мононуклеозу и др.
Особа која је једанпут била изложена инфекцији овим вирусом, биће подложна испољавању његовог дејства кад дође до неког стресног стања или опште слабости организма изазване неком другом болешћу.

## Онкогени вируси
Вируси могу да изазову трансформацију (преображај, промену) ћелија домаћина која се огледа у томе што оне почињу неограничено да се размножавају. Масе ткива створене неограниченим размножавањем ћелија називају се тумори, а вируси који до тога доводе су онкогени или туморски вируси. Њихова нуклеинска киселина се уграђује у геном домаћина, где може провести у латентном периоду дуги низ година пре него што изазове појаву тумора. Тумори могу бити бенигни када формирана маса ћелија остаје на једном месту и не напада друга ткива, па их је лако хируршки одстранити. Други тип тумора су малигни који нападају и уништавају суседна ткива, и означавају се као канцер.

## Болести изазване вирусима и одбрамбени механизам ћелије
Многа обољења изазвана су вирусима: кијавица, грип, беснило, варичела, рубеола, морбили (мале богиње), појава брадавица, мононуклеоза (“болест пољупца” – због начина преношења), жута грозница, заушке, велике богиње (вариоле) дечја парализа и др.
Неке еукариотске ћелије инфициране вирусом имају способност стварања протеина названог интерферон. Овај протеин спречава, блокира репликацију вируса. Интерферон се ослобађа из инфицираних ћелија и веома добро штити суседне ћелије. Стварање интерферона назива се интерференција(ометање вируса). Интерферон, произведен као одговор на једну вирусну инфекцију, пружа ћелији заштиту од следећих инфекција, чак и од других различитих врста вируса.
Вакцине (које се користе у покретању одбрамбених механизама ћелије против вируса) обично садрже мртве вирусе или вирусну нуклеинску киселину које покрећу производњу интерферона.
Пре 1980. год. интерферон се издвајао из хуманих (људских) ћелија што је било скупо, а данас се производи генетичким инжењерингом, што је знатно јефтиније. Овим начином се људски ген за интерферон угради у геном бактерија које тада производе тај протеин.

## Субвирусне честице
Субвирусне честице су, као што им сам назив каже, једноставне грађе и ситнији од самих вируса. Њихова природа још није довољно позната. У ове честице убрајају се вирусни сателити, вироиди и приони.
Вирусни сателити имају непотпун геном па се могу умножавати само у присуству неког другог вируса названог вирус помагач.
Вироиди су грађени само од једног кратког ланца РНК, без капсида. До сада су узроковали само обољења биљака (Тако се сматра да су они узроковали смрт преко 10 милиона стабала кокосовог ораха на Филипинима).
Приони се састоје само од протеина и изазивају пропадање нервног ткива људи и животиња. Код људи се сматрају узрочницима Кројцфелд-Јакобовог и куру обољења. Куру обољење се јавља у неким племенима Нове Гвинеје која, као погребну церемонију, практикују да ближи рођаци једу мозак преминуле, оболеле особе. Обољења, чији су узрочници приони, су још увек недовољно објашњена. Истовремено су и јединствена у томе што су и инфективна (узрочник је прионски протеин, који се преноси са оболеле на здраву особу) и наследна (да би се болест испољила неопходно је да заражена особа садржи прионски ген). Код животиња приони су данас актуелни по болести “лудих крава”.

## Родови вируса
Подаци за 2012 годину наводе родова вируса
| \| - Ц2-слични вируси \| - -{Elaviroid \| - Л5-слични вируси - Ламбда-слични вируси \| - Ми-слични вируси - Н15-слични вируси - Н4-слични вируси - П1-слични вируси - П22-слични вируси - П2-слични вируси - -{Pelamoviroid - -слични вируси - -слични вируси - -слични вируси \| - -слични вируси - -слични вируси - Т1-слични вируси - Т4-слични вируси - Т5-слични вируси - Т7-слични вируси \| |               |                                           | | |
| - Ц2-слични вируси | - -{Elaviroid | - Л5-слични вируси - Ламбда-слични вируси | - Ми-слични вируси - Н15-слични вируси - Н4-слични вируси - П1-слични вируси - П22-слични вируси - П2-слични вируси - -{Pelamoviroid - -слични вируси - -слични вируси - -слични вируси | - -слични вируси - -слични вируси - Т1-слични вируси - Т4-слични вируси - Т5-слични вируси - Т7-слични вируси |

## ХИВ вирус
ХИВ вирус припада РНК вирусима, величине око 100 nm, са геометријски правилном структуром. Међу РНК вирусима он припада ретровирусима који имају једноланчану РНК, обавијену капсидом и додатним омотачем. Сматра се да овај вирус може провести у латентном (мирујућем) стању у домаћину дужи низ година, пре него што изазове болест.